# ColorCode 3D

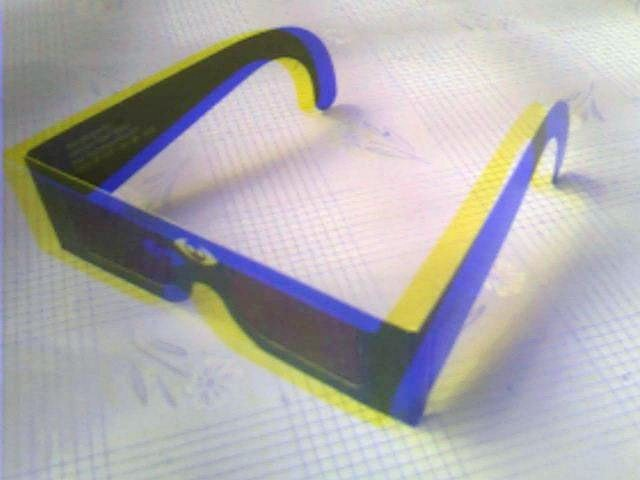
Eine ColorCode 3D-Brille wird zur optimalen Betrachtung benötigt.

ColorCode 3D (auch ColorCode 3-D) ist ein von der gleichnamigen dänischen Firma patentiertes Verfahren, um Anaglyphenbilder dreidimensional betrachten zu können.
Der bernsteinfarbige und blaue Filter können im Gegensatz zu anderen Anaglyphenverfahren fast die ganze Farbinformation an das Auge weitergeben, ohne diese zu verfälschen.
Der bernsteinfarbige Filter liefert die nötigen Farbinformationen dafür, und das rechte Auge mit dem blauen Filter sieht ein monochromes Bild, um die Tiefenwirkung wiederzugeben. Bilder, die ohne Filter angesehen werden, erscheinen im Allgemeinen relativ blass sowie hellblau und gelb umsäumt.

## Ausstrahlung in den Medien

### Im Fernsehen
2009 sendete der britische Fernsehsender Channel 4 eine Reihe von Programmen in ColorCode 3D. Zuvor hatte das System in den Vereinigten Staaten Aufsehen erregt. Der Super Bowl im selben Jahr wurde nämlich auch in 3D gezeigt; genau wie Monsters vs. Aliens und diverse andere Sendungen. Auch in Österreich wurde von ServusTV das ColorCode 3D-Verfahren getestet. Der Sender bot jedoch nur vereinzelt Sendungen in 3D an. 

### Im Internet
Die Videoplattform YouTube ermöglichte es auch, in 3D gedrehte Filme unter anderem in ColorCode 3D zu sehen.